# Calodexia rubripes
Calodexia rubripes är en tvåvingeart som beskrevs av Thompson 1968. Calodexia rubripes ingår i släktet Calodexia och familjen parasitflugor. Inga underarter finns listade.